# Tsarata punicea
Tsarata punicea är en insektsart som beskrevs av Young 1986. Tsarata punicea ingår i släktet Tsarata och familjen dvärgstritar. Inga underarter finns listade i Catalogue of Life.